# NGC 4674
NGC 4674 је спирална галаксија у сазвежђу Девица која се налази на NGC листи објеката дубоког неба.
Деклинација објекта је - 8° 39' 19" а ректасцензија 12h 46m 3,3s. Привидна величина (магнитуда) објекта NGC 4674 износи 13,2 а фотографска магнитуда 14,2. NGC 4674 је још познат и под ознакама MCG -1-33-5, PGC 43050.